# الانتخابات البلدية المغربية 2009
الانتخابات البلدية المغربية 2009 هي انتخابات جرت في يوم 12 يونيو 2009 لانتخاب 27795 مقعد في المجالس البلدية المغربية عرفت سيطرة حزب الأصالة والمعاصرة على المناطق القروية بينما اقتحم حزب العدالة والتنمية الإسلامي عدة مدن رئيسية كالرباط، الدار البيضاء وجدة، طنجة، العرائش، القنيطرة والرشيدية. لكن «تعليمات سامية» صدرت من القصر الملكي ومن أجهزة الدولة إلى الأحزاب الأخرى لمنع الإسلاميين من تسيير المدن الكبرى. نسبة المشاركة في هذه الانتخابات قاربت،، 51 في المائة على الصعيد الوطني، مسجلة بذلك ارتفاعا مقارنة مع الانتخابات التشريعية الأخيرة.

## نسبة المشاركة
لقد تم تجاوز ازمة التصويت سنة 2008 حيث كانت المشاركة % 52.4 أي 7 ملايين ناخب من اصل 13 مليون مغربي وارتفعت المشاركة في بعض المدن إلى % 70 وقد ساهم في دلك الدعاية والحملات النتخابية المكثفة وإعطاء ساعة واحدة للعامليين في الشركات.

## الإعلان عن النتائج
أعلن وزير الداخلية المغربي شكيب بن موسى التالي
| المرتبة | اسم الحزب                        | النسبة             | المقاعد المحصل عليها |
| ------- | -------------------------------- | ------------------ | -------------------- |
| 1       | حزب الأصالة والمعاصرة            | 21,15              | 6015                 |
| 2       | حزب الاستقلال                    | 19                 | 5292                 |
| 3       | حزب التجمع الوطني للاحرار        | 14.8               | 4112                 |
| 4       | الاتحاد الاشتراكي للقوات الشعبية | 11,6               | 2534                 |
| 5       | الحركة الشعبية                   | 8                  | 1767                 |
| 6       | حزب العدالة والتنمية             | 5.4                | 1552                 |
| 7       | الاتحاد الدستوري                 | 4,7                | 1021                 |
| 8       | حزب التقدم والاشتراكية           | 4                  | 950                  |
| 9       | جبهة القوى الديموقراطية          | 2,4                | 551                  |
| 10      | تحالف اليسار الديموقراطي         | 1,7                | 401                  |
| 11      | حزب العهد الديموقراطي            | 1,2                | 280                  |
| 12      | الحركة الديموقراطية الشعبية      | 1,1                | 237                  |
| 13      | الحزب العمالي                    | 1                  | 212                  |
| 14      | حزب التجديد والانصاف             | 0.7                | 121                  |
| 15      | حزب البيئة والتنمية المستدامة    | 0,4                | 91                   |
| 16      | الحزب الاشتراكي                  | 0,3                | 71                   |
| 17      | حزب الوحدة والديموقراطية         | 0,3                | 71                   |
| 18      | حزب الاصلاح والتنمية             | 0,3                | 59                   |
| 21      | حزب القوات المواطنة              | 0,3                | 35                   |
| 19      | الحزب الليبيرالي المغربي         | 0,2                | 34                   |
| 20      | حزب الوسط الاجتماعي              | 0,2                | 33                   |
| 22      | حزب العمل                        | 0,1                | 18                   |
| 23      | الحزب الاشتراكي الموحد           | 0,1                | 16                   |
| 24      | حزب المجتمع الديموقراطي          | 0,1                | 12                   |
| 25      | حزب الاتحاد المغربي للديموقراطية | 0,1                | 7                    |
| 0,1     | اللامنتمون                       | (اللائحة العادية)  | 34                   |
|         | اللامنتمون                       | (اللائحة الاضافية) | 2                    |

## حول النتخابات
- 35 % هم حاصلون على شهادة ثانوية أو جامعية.
- 71 % من النساء المنتخبات لهن شهادة ثانوية أو جامعية.
- حصلت النساء على 12 من المقاعد أي 3406 مراة بارتفاع بنسبة% 250 حيث سنة 2003 لم تنتخب سوى 127 امراة في المجالس الجماعية.

### حزب العدالة والتنمية
حقق حزب العدالة والتنمية تقدما معتبرا، فبعد أن كان الحزب يحتل الرتبة الحادية عشرة انتقل إلى الرتبة السادسة. بمعنى أنه انتقل إلى خمس درجات نحو مقدمة الترتيب. تضاعفت عدد ترشيحات الحزب من 4268 مرشح إلى 9161 مرشح.و بعد أن كان الحزب قد حصل على 593مقعد.ضاعف هذا العدد في الانتخابات الأخيرة إلى ثلاث مرات إذ أصبح بحوزته 1552مقعد.وهو ما جعله يحتل المرتبة السادسة.و ب5.5% من النسبة الانتخابية العامة.
تقدم في المدن والحواضر الكبرى المعتمدة على نظام المقاطعات والتصويت باللائحة، تمكن من تعزيز تواجده في الجماعات التي كان يشرف على تسييرها في الانتداب الانتخابي السابق، مما جعله يحتفظ بنفس تواجده وتعزيزه في العديد من الأحيان بإضافته لمقاعد إضافية جديد معززة لرصيده السابق.بمعنى أنه لم يتعرض لتصويت انتقامي. ضعف تواجده وتغطيته للعالم القروي، بمعنى أن حزب العدالة والتنمية هو حزب حضري بامتياز، سيما وأن المغرب بلد يغلب عليه الطابع القروي الريفي الأحزاب التي لها ثقل في العالم القروي هي الأحزاب التي تحسم السباق الانتخابي لصالحها، فمن أصل 1503 جماعة هناك 1229 جماعة قروية. أدان الحزب الخروقات الضخمة والإفساد غير المسبوق ودور السلطة المتأرجح ما بين حياد سلبي وتواطؤ مكشوف حسب تعبيره.

## ابرز المنتخبين
ومن أبرز الأسماء التي حصلت على مقاعد في المجالس الجماعية
كريم غلاب وياسمينة بادو وحميد شباط من حزب الاستقلال
مصطفى المنصوري الأمين العام لحزب التجمع الوطني للأحرار
ادريس لشكر من الاتحاد الاشتراكي
فؤاد عالي الهمة من الأصالة والمعاصرة
محمد ساجد من الاتحاد الدستوري.
كمت عرفت مدينة وجدة جدال واسع وصل صداه إلى وزارة الخارجية والداخلية والسفارة الفرنسية، بسبب احتجاج عبد العزيز أفتاتي على خروقات في الانتخابات.